# Pura Roja de Torre Baja
'Pura Roja de Torre Baja es el nombre de una variedad cultivar de manzano (Malus domestica). Esta manzana está cultivada en diversos viveros entre ellos algunos dedicados a conservación de árboles frutales en peligro de desaparición. Esta manzana es originaria de la Comunidad Valenciana concretamente en Rincón de Ademuz en la comarca de Marina Alta, donde tuvo su mejor época de cultivo comercial en la década de 1960, y actualmente en menor medida aún se encuentra.

## Sinónimos
- "Poma Pura Roja de Torre Baja",[5]
- "Manzana Pura Roja de Torre Baja",[7]

## Historia
'Pura Roja de Torre Baja' es una variedad de la Comunidad Valenciana en el Rincón de Ademuz, cuyo cultivo conoció cierta expansión en el pasado, siendo una de las variedades de las consideradas difundidas, clasificándose en esta manera, pues en las distintas prospecciones llevadas a cabo por las provincias españolas, se registraron repetidamente y en emplazamientos diversos, a veces distantes, sin constituir nunca núcleos importantes de producción. Eran variedades antiguas, españolas y extranjeras, difundidas en el pasado por los viveros comerciales y cuyo cultivo se ha reducido a huertos familiares y jardines privados.

## Características
El manzano de la variedad 'Pura Roja de Torre Baja' tiene un vigor medio; florece a mediados de abril; tubo del cáliz relativamente ancho, en forma de embudo de variada longitud, generalmente roza el eje del corazón, y con estambres situados por debajo de su mitad.
La variedad de manzana 'Pura Roja de Torre Baja' tiene un fruto de tamaño medio; forma esférica, aplastada por los dos polos, más ancha que alta, presenta contorno regular o asimétrico; piel brillante y tenuemente grasa, se desprende con facilidad; con color de fondo amarillo verdoso o amarillo intenso, importancia del sobre color fuerte, siendo el color del sobre color rojo, siendo su reparto en chapa/estrias/pinceladas, con chapa rojo granate y sobre la misma estriado y pinceladas finamente trazadas de tono más oscuro dejando ver el color del fondo de un amarillo verdoso o amarillo intenso percibiéndose en una zona más o menos amplia de la cavidad peduncular, acusa punteado abundante, poco visible, pequeño, de color del fondo entremezclado con alguno ruginoso, y una sensibilidad al "russeting" (pardeamiento áspero superficial que presentan algunas variedades) débil; pedúnculo corto, de grosor fino, situado por debajo de los bordes, anchura de la cavidad peduncular amplia, profundidad de la cavidad pedúncular profunda, generalmente ensanchada desde el fondo, con chapa ruginosa verdosa sobre fondo amarillo intenso, borde globoso y al mismo tiempo aplastado, levemente ondulado, y con importancia del "russeting" en cavidad peduncular medio; anchura de la cav. calicina ancha, profundidad de la cav. calicina poco profunda, y con importancia del "russeting" en cavidad calicina ausente; ojo grande, abierto, dejando ver la fosa calicina; sépalos cortos, triangulares, separados más o menos notable en su base, con puntas convergentes o suavemente dobladas hacia fuera.
Carne de color crema; textura crujiente, levemente jugosa y a la vez un poco harinosa; sabor característico de la variedad, agradable y con un
perfume indefinido; corazón pequeño o medianamente ancho, bulbiforme; eje cerrado o entreabierto; celdas arriñonadas, cartilaginosas, algunas rayadas con fibras lanosas; semillas grandes, de color castaño oscuro, a veces aparecen recubiertas de lanosidad.
La manzana 'Pura Roja de Torre Baja' tiene una época de maduración y recolección tardía, otoño, se recoge desde mediados de octubre hasta mediados de noviembre. Se usa como manzana de mesa fresca.